# Michel Bourgoin
 (novembre 2014).
Michel Bourgoin, né à Reims le 24 novembre 1936 et mort le 25 avril 2020 à La Roche-sur-Yon, est un champion de judo français.

## Biographie
Il commence le judo en 1952 au Judo Club de Reims avec Olivier Goin comme professeur. En 1957, il effectue son service militaire au Bataillon de Joinville et devient Champion de France Militaire.

## Palmarès
1957
- Champion de Champagne
- Champion de France Militaire toutes catégories

1958
- Champion d'Europe Séniors 1er Dan aux Championnats d'Europe de judo à Barcelone

1961
- Champion de France toutes catégories
- Finaliste Championnat d'Europe toutes catégories aux Championnats d'Europe de judo à Milan
- Finaliste Championnat d'Europe par Équipes à Milan
- 16e de Finaliste Championnat du Monde à Paris
- Capitaine de l'équipe d'Europe vainqueur du Tournoi Intercontinental à Paris

1962
- Finaliste Championnat de France Poids Lourds
- Champion d'Europe par Équipes (Capitaine) aux Championnats d'Europe de judo à Essen
- 3e au Championnat d'Europe Poids Lourds à Essen

1964
- Champion de France Poids Lourds
- 3e Championnat D'Europe par Équipes aux championnats d'Europe de judo 1964 à Berlin
- Cinq fois Champion d’Île-de-France
- Cinq fois Champion de France par équipes (Club Français)
- Deux fois Vainqueur de la Coupe d'Europe des Clubs (Club Français)
- 30 fois International.

## Fonctions
- Arbitre international.
- Fondateur et Professeur au Picardie Judo Club d'Amiens « BudoSport », repris par son fils Fredéric (7e Dan).

## Évolution et carrière sportive
- C.N. 1re  DAN  11 mars 1956
- C.N. 2e  DAN  18 juin 1958
- C.N. 3e  DAN  11 mars 1961
- C.N. 4e DAN  2 avril 1962
- C.N. 5e  DAN  4 juillet 1968
- C.N. 6e  DAN  15 septembre 1975
- C.N. 7e  DAN  20 janvier 1985
- C.N. 8e  DAN  3 décembre 1993